# 协助美国投票法
《2002年协助美国投票法》(美國聯邦公法第107–252號)，简称HAVA，是美国的联邦法律，在众议院以357-48通过，在参议院以92-2通过，然后于2002年10月29日由布什总统签署成为法律。这项法案是针对2000年美国总统大选的争议而起草的（至少部分原因是），当时机票机读取到近200万张选票存在多次投票或无投票，致使这些选票作废。
HAVA的目标包括：
- 取代打孔卡和杠杆投票系统；
- 设立选举援助委员会，协助管理联邦选举；以及
- 制定最低选举管理标准。

HAVA要求所有州和地方政府考虑到选举的方方面面，改进选举流程，包括投票机、登记流程和投票工作人员培训。具体实施细节由各州自行决定，允许对联邦法律作出不同的解释。

## 规定

### 州计划和报告
如需获得联邦资金，各州必须提交一份计划，说明如何使用和分配款项、如何提供选民教育和投票工作人员培训、如何运用投票系统指南、用不同的方法来定义成功（包括目标、时间表、责任和标准）、行政投诉流程、设置能够协助制定州计划的委员会。
州政府每年收到联邦资金时，必须向选举事务委员会提交一份报告，详细列出支出清单、通过联邦资金购买的投票设备的数量和类型，以及对资金资助活动的分析和说明。

### 无障碍

#### 投票站
卫生与公共服务部部长有权向州政府和地方政府支付费用，使残疾人（包括盲人和视力受损者）能够进入投票站，改造措施包括每个投票设施的入口、出口和投票区的路径设置，使得残疾人能够与其他选民一样方便进入和参与（包括隐私和独立性的保障）投票；向残疾人和其他人提供关于无障碍投票站的信息，包括宣传计划，让大家了解有无障碍投票站可，培训选举官员、投票工作人员和选举志愿者，让他们帮助残疾人进入和参与联邦选举。

#### 投票系统
HAVA要求每个投票地点至少有一个可供残疾人使用的投票系统，包括可供盲人和视力受损者使用的无障碍投票系统，使得他们能够与其他选民拥有相同的访问和参与机会（包括隐私和独立性的保证）。

### 全州选民登记数字化
HAVA要求各州制定一个统一的、官方的、集中的、交互式的全州选民登记名单，在州一级进行确定、维护和管理。（以前，选民登记名单只能由地方官员维护）HAVA要求全州的人员名单与该州其他机构的数据库统一。HAVA还要求定期“维护”全州的名单，包括根据1993年《全国选民登记法》（NVRA）删除不合格选民，并删除重复的姓名。

### 选民身份确认
HAVA要求通过邮件登记的首次进行投票的选民，在选举日之前或当天，向对应的州或地方选举官员出示身份证明。身份证明可以是当前有效的带照片的身份证，也可以是当前公用事业账单、银行对账单、政府支票、工资支票或其他带有选民姓名和地址的政府文件的副本。在登记期间提交身份证明的选民都可被豁免，根据《制服部队和海外公民缺席投票法》，有权以缺席投票方式进行投票的选民也可以被豁免。身份证明要求适用于亲自投票和邮寄投票的选民。对于邮寄投票的选民，必须随选票提交身份证明副本。各个州可能会颁布更多的身份证明要求，这些要求可能在HAVA中没有明确规定。

### 临时投票
HAVA要求被确定为不合格（例如没有在登记名单上列出的选民）但认为自己有资格投票的选民进行临时投票。选举结束后，对应的州或地方选举机构将确定选民是否有资格投票，如果有资格投票，则会进行计票然后将结果通知选民。在2004年的选举中，全国大约有190万选民进行了临时投票。其中，约有120万人（64.5%）被计算在内。此外，当投票时间延长的时候，选民都必须进行临时投票。不符合HAVA身份证明要求的选民也可以进行临时投票。

### 选举援助委员会
HAVA 设置了选举援助委员会，这是美国政府的一个独立机构。选举援助委员会负责举行听证会来进行选举管理信息的交换，还需要为投票系统建立测试和认证计划，向各州提供志愿指导，然后管理HAVA的赠款计划。除了1993年《全国选民登记法》（NVRA）允许的权限外，选举援助委员会没有制定规则的权力。选举援助委员会采取的任何行动都需要经过至少三名委员的批准。

#### 委员
选举援助委员会包括4名委员（2名民主党人和2名共和党人），由总统任命，并须得到参议院的同意。委员由参众两院领导层推荐。HAVA要求所有委员都必须有选举管理或选举研究方面的经验或专业知识。

#### 工作人员
选举援助委员会的工作人员至少由一名执行董事和一名法律总顾问组成。

#### 年度报告
选举援助委员会在每年1月31日之前必须向国会提交一份年度报告，详细说明与HAVA计划有关的活动，包括赠款或其他款项的流动以及委员们进行的投票。

### 投票机
HAVA要求各州根据HAVA的投票系统标准采用新的系统取代原来的打孔卡投票系统或杠杆投票系统。

### 投票系统标准
HAVA规定了所有投票系统的要求，包括：
- 允许投票人在投票和计票前核实（以非公开和独立的方式）选民在选票上选出的选择；
- 在投票和计票前，让投票人有机会（以非公开和独立的方式）更改选票或更正错误（包括在选民因其他原因无法更改选票或更正错误的情况下，通过补寄选票纠正错误的机会）；以及
- 告知选民出现超额投票（超过竞选规则规定的最大投票数）的情形，为选民提供纠正错误的机会。

不使用电子投票技术协助选民发现错误的州必须：
- 专门针对投票系统来建立选民培训计划，告知每一个选民人为一个职位投多张票的后果；并且
- 在投票和计票前，向选民提供指导，告诉他们如何更正选票。

HAVA还要求，所有的通知都应保证选民的隐私和投票的保密性；根据《选举法案》第203节的要求，提供其他语言以供阅读。

#### 审计
HAVA要求所有投票系统都必须是可供审计的，还需为可能出现的重新计票的情况提供具有手动审计能力的永久性纸质记录。

#### 志愿投票制度指引
HAVA的任务是制定和维护志愿投票系统指南（VVSG）。

#### 研发
选举援助委员会负责资助进行研究和开发的机构，以提高投票设备、选举系统和投票技术的质量、可靠性、准确性、可用性、负荷量和安全性。HAVA要求国家标准技术研究所每年推荐研究的领域。

#### 实施计划的时间表和挑战
对这些要求的反应因州而异，但统一的点是各州都会购买电子投票机，包括DRE投票机。有人批评这些机器的可靠性和安全性。
继续购买不合规机器
2005年销售的一些电子投票机（包括迪堡选举系统提供的电子投票机）没有达到HAVA的要求，但在2006年1月1日之前都没有要求它们的产品必须合规。有些人担心，早在2005年，供应商就在向不知情的州和县出售不符合规定的机器，因为这些州和县认为这些机器符合HAVA标准。除非供应商提供了具体的符合HAVA标准的保证，否则在2006年1月1日之后，设备可能需要由纳税人自费进行报废或改装。
未遵守时间表
并非每个州都遵守了HAVA的规定和时间表，这是因为难以确定和辨别符合HAVA规定的可靠投票机，政府和官僚机构的拖延也难辞其咎。选举数据服务公司的2006年2月的一份报告发现，在2006年的选举中，124个县仍在使用打孔卡投票系统（2000年为566个），同样，杠杆机从2000年的434个县减少到2006年的119个，纽约州中的县城仍有半数以上使用杠杆机。6900万选民将会使用光学扫描投票机进行投票，另有6600万名选民将使用DRE投票机，1100万选民将在混合系统中进行投票选择。

### 设立学生计划
哈佛大学为学生设立了三个计划项目，一个是招募大学生作为民意调查人员，一个是招募高中生，一个是为“全国学生和家长模拟选举”提供资助（这是一个全国性的非营利组织、无党派组织，致力于推动选民参与美国选举，为学生及其家长提供机会接受选民教育）。

### 军人和海外公民
HAVA要求进行改革，改善军人和海外公民的投票体验，要求包括：
- 国防部长需要采取措施，确保所有海外或海上船只收集的每一张缺席选票上都有邮戳或其他正式的邮寄日期证明；[4]
- 各军事部门部长要确保所有军人及其家属都能方便地获得投票信息；[4]
- 每个州指定一个办公室向海外选民提供信息[4]；以及
- 每个州都要告知海外选民为什么他们的登记申请会被拒绝。[4]

## 批评
对HAVA的批评集中在强制改变投票技术、选民身份认证、混淆和恐吓选民、挪用联邦资金以及额外复杂化选民登记流程。

### 对电子投票机的批评
宾夕法尼亚州一家法院于2007年4月裁定，同意罗谢尔·弗里德曼（Rochelle Friedman）法官的认定，认为投票机认证是“不完善的确认标准”，“这些标准与信息技术行业中要求的高安全性系统的惯例标准不符”。法院裁定，根据联邦宪法规定，选民有权使用可靠和安全的投票系统，选民可以自己核实或独立进行审计，可以对电子投票机的使用提出质疑，“电子投票机无法让选民知道自己的选票是否会得到承认”。

### 身份证明要求
包括理查德·L·哈森在内的专家认为要求首次投票的选民提供带照片的身份证明会对登记流程产生不必要的负担。根据法庭记录和内容所示，布什政府于2002年开始打击所谓的选民舞弊行为，但尽管司法部付出了巨大努力，但事实上没有发现任何证据表明存在有组织的选民欺诈或选民登记欺诈行为，以扭曲联邦选举。”洛约拉法学院（Loyola law School）选举法专家理查德•L•哈森（Richard L.Hasen）说：“如果他们发现任何影响国会选举或全州选举结果的单一案件，那都会产生重大的意义，但我们看到的都是独立的、小规模的活动，人群一般都没有表现出任何犯罪意图。”

### 滥用资金
HAVA的资金流动也受到抨击，因为分配给各州的数十亿美元只是用于增加残疾选民的参选机会，而HAVA的主要目标是避免出现2000年佛罗里达州选举的难题，这个目标没有得到充分实现。

### 让选民登记复杂化
批评人士还指出，该法案包含一些问题，使得选民登记的过程变得复杂化。例如，HAVA的第303部分第（a）（5）条规定，任何州都不得接受或处理联邦办公室选举的选民登记表，除非申请中包括“申请人已获得的现行有效的驾驶执照以及驾驶执照号码”。批评人士认为，仅仅是处理相同的基础登记表、确认它们是否符合HAVA的要求，这个国家就要花费数百万美元。

### 执行过程中出现的党派分歧
根据HAVA改革的一项研究所述，各州在推行改进措施时采取了不同的党派路线：“州政府的党派构成经常影响这些改革的命运。政府分裂或政党竞争激烈的州往往不采取关键的选举改革措施，而党派关系、党派斗争以及少数族裔的代表性相互作用影响，波及该州的选举改革。财政约束和制度情况对改革的实施的影响较小。总的来说，我们的调查结果表明，选举改革更多地是由政治因素决定的，而不是财政问题或任何改革的客观需要决定的。”

## 參看
- List of electronic voting machines in New York state

## 外部連結
- AAPD's Disability Vote Project provides links regarding HAVA implementation and electronic voting systems.（英文）
- Long Distance Voter （页面存档备份，存于） - ID requirements for states that comply with HAVA, and states that have stricter ID standards.（英文）
- The Help America Vote Act: Overview and Issues（页面存档备份，存于） Congressional Research Service（英文）